# Joseba Sarrionandia

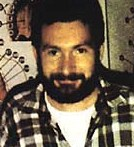
Joseba Sarrionandia

Joseba Sarrionandia (n. 13 aprilie 1958, Iurreta⁠(d), Comunitatea Autonomă a Țării Basce, Spania) este un poet și filolog spaniol. Este unul dintre cei mai cunoscuți scriitori contemporani care folosesc limba bască (euskera). În 1980 a fost condamnat la 22 de ani de detenție pentru activitatea sa în cadrul grupului ETA. La cinci ani după ce a fugit împreună cu un alt membru al organizației Prison Martutene ascunse în interiorul unui vorbitor după o cântăreață concert Imanol Larzabal. Acest lucru a inspirat piesa evadare mare Sarri, Sarri grupul basc Kortatu. De atunci, unde le sunt necunoscute, deși continuă să publice cărți.

## Opera
- Izuen gordelekuetan barrena. 1981
- Narrazioak. 1983
- Intxaur azal baten barruan. Eguberri amarauna. 1983
- Alkohola poemak. 1984
- Ni ez naiz hemengoa. 1985
- Atabala eta euria. 1986
- Marinel zaharrak. 1987
- Marginalia. 1988
- Ez gara gure baitakoak. 1989
- Izeba Mariasunen ipuinak. 1989
- Ainhoari gutunak. 1990
- Ifar aldeko orduak. 1990
- Gartzelako poemak. 1992
- Han izanik hona naiz. 1992
- Hnuy illa nyha majah yahoo. 1995
- Miopeak, bizikletak eta beste langabetu batzuk. 1995
- Hitzen ondoeza. 1997
- Hau da nire ondasun guzia. 1999
- Zitroi ur komikiak: Joseba Sarrionandia komikitan. 2000
- Lagun izoztua. 2001
- XX. mendeko poesia kaierak: Joseba Sarrionandia. 2002
- Kolosala izango da. 2003
- Akordatzen. 2004
- Harrapatutako txorien hegalak. 2005
- Munduko zazpi herrialdetako ipuinak. 2008
- Gau ilunekoak. 2008
- Idazlea zeu zara, irakurtzen duzulako. 2010
- Moroak gara behelaino artean?. 2010
- Narrazio guztiak (1979-1990). 2011
- Durangoko Azoka 1965-2015. 2015
- Lapur banden etika ala politika. 2015
- Hilda dago poesia? ¿La poesía está muerta?. 2016

## Legături externe
- Joseba Sarrionandia Arhivat în 8 iulie 2012, la Archive.is